# Plano del maletero
El plano del maletero es un plano subjetivo cuyo ángulo de cámara parece estar mirando hacia afuera desde el maletero de un coche. Aunque el plano puede ser producido colocando la cámara dentro del maletero, el gran tamaño de una cámara convencional y operador de cámara hace esto difícil. Por lo tanto, el plano es usualmente "supuesto" teniendo un departamento de arte encargado de crear un compartimiento especial simulando un maletero.

## En cine: primeras apariciones
Posiblemente, el primer plano de maletero puede ser el de la película de Alfred L. Werker, Orden: Caza sin cuartel, de 1948 donde la policía está inspeccionando el contenido del maletero de un sospechoso asesino. Otro uso del plano está en la película de 1967 A sangre fría (dirigida por Richard Brooks) después que dos forajidos cruzan la frontera a México con un coche robado. 

## En cine: Tarantino
Este ángulo de cámara es a menudo usado por el cineasta Quentin Tarantino quien declara que él colocó el plano en sus películas como una marca registrada y simplemente pregunta: «¿Donde colocarías tu cámara?». A pesar de que él no inventó esto, Tarantino popularizó el plano del maletero, que está incluido en Reservoir Dogs, Pulp Fiction, Jackie Brown, From Dusk Till Dawn, Kill Bill e Inglourious Basterds. En Death Proof, en vez de ser desde el maletero es desde el motor, bajo el capó delantero.

## En televisión
En la serie televisiva Supernatural, se pueden contemplar planos del maletero mirando a los protagonistas, Dean Winchester y Sam Winchester, en el episodio piloto y en la final de la segunda temporada.
Incluso en la famosa serie Friends, en el octavo capítulo, hay un contrapicado con cinco de los protagonistas mirando a una tumba, pero que crea un efecto muy similar al trunk shot (ver friends-captura-1x08 (enlace roto disponible en Internet Archive; véase el historial, la primera versión y la última).).

## Vídeos musicales
En el vídeo musical de 2001 «Te aviso, te anuncio» de la cantante colombiana Shakira, ella es mostrada desde el plano del maletero, sonriendo con sadismo a su exnovio y la amante de éste, quienes están atados y amordazados en el maletero de su coche, que ella cierra de un golpe.

## Videojuegos
En el juego de 2002, GTA: Vice City, se observa una escena parecida a la escena de maletero de Pulp Fiction de Tarantino. En él, Tommy Vercetti y de Lance Vance cogen armas de maletero de un coche antes de irrumpir en la mansión de Ricardo Díaz.
- Datos: Q489448